# Veidnesfjorden
Veidnesfjorden (nordsamisk: Vieravuotna) er en fjordarm af Varangerfjorden i Nesseby kommune i Troms og Finnmark fylke i Norge. Fjorden har indløb mellem Rungonjárga i nord og Fiskenes i syd og går 4,5 kilometer mod vest til Vieltegieddi ved sydsiden af halvøen Veidneset.
Der ligger flere bebyggelser langs  sydsiden af fjorden, bl.a  Grasbakken.
Europavej E6 går langs sydsiden af fjorden.